# Belpre, Kansas
Belpre är en ort i Edwards County i Kansas. Enligt 2020 års folkräkning hade Belpre 97 invånare.